# Улица Гулаков-Артемовских (Киев)
Улица Гулаков-Артемовских — улица в Оболонском районе города Киева, местность Куренёвка. Пролегает от Новоконстантиновской улицы до проспекта Степана Бандеры.
Примыкают улицы Черноморская, Корабельная и Викентия Хвойки. На участках между улицами Черноморской и Викентия Хвойки имеется перерыв в пролегании улицы.

## История
Улица возникла в середине XX века под названием Но́вая. С 1957 по 2023 год — в честь русского композитора А. А. Алябьева. Современное название в честь композитора, автора оперы «Запорожец за Дунаем» Семена Гулака-Артемовского и прозаика, переводчика, баснописца Петра Гулака-Артемовского — с 2023 года